# Callirhipis tiaongona
Callirhipis tiaongona is een keversoort uit de familie Callirhipidae. De wetenschappelijke naam van de soort is voor het eerst geldig gepubliceerd in 1915 door Schultze.